# Grup d'Acció Republicana
El Grup d'Acció Republicana —inicialment denominat Grup d'Acció Política i conegut també simplement com a Acció Republicana— va ser una agrupació política espanyola sorgida cap a 1925, durant la dictadura de Primo de Rivera. El seu ideari consistia bàsicament en la intenció de substituir la monarquia d'Alfonso XIII per un règim republicà, mantenint un gran pluralisme intern en altres matèries. Aquest partit promogué la creació de l'Aliança Republicana per unir a les diferents forces d'aquesta tendència, i va recolzar en un plànol secundari els diferents pronunciaments que van intentar acabar amb la Dictadura. Després de la caiguda de Primo de Rivera, va participar en els intents de formar un front unitari que van culminar en el Pacte de Sant Sebastià. Després que la coalició així formada fracassés en el seu intent d'acabar amb la monarquia mitjançant un pronunciament militar, va participar en la Conjunció Republicano-Socialista, coalició que va triomfar a les principals ciutats en les eleccions municipals d'abril de 1931 el resultat del qual va produir la proclamació de la Segona República. Va formar part del primer Govern Provisional presidit per Alcalá-Zamora, en el qual el seu representant, el ministre de l'Exèrcit Manuel Azaña, es va distingir per promoure diverses reformes. Finalment, a la fi de maig de 1931 es va convertir definitivament en partit polític amb el nom d'Acción Republicana.

## Antecedents: la dictadura
El sistema polític de la Restauració tenia greus defectes a causa del falsejament del sufragi, el caciquisme i la intromissió del rei en la lluita política. No obstant això, mantenia el pluripartidismo i les llibertats públiques, i l'existència d'eleccions mantenia oberta una certa possibilitat de regeneració del sistema. Això va canviar amb el cop d'estat perpetrat pel general Primo de Rivera. En liquidar el sistema parlamentari, va impedir qualsevol possibilitat d'evolució d'aquest; i ho va fer amb l'anuència del rei Alfonso XIII.
El republicanisme era un moviment polític feble des de feia temps. El seu principal representant, el Partit Republicà Radical d'Alejandro Lerroux, tenia una estructura difusa basada en petits partits locals. No obstant això, la perspicàcia política del seu líder li va permetre adonar-se que era necessari emprendre una labor de reorganització que permetés rebre l'herència que la Dictadura anava a deixar al moviment. Molt diferent va ser la reacció del Partit Reformista de Melquíades Álvarez, que no va arribar a comprendre la transcendència del canvi polític i es va limitar a esperar la volta de la normalitat constitucional.

## Fundació
El Grup d'Acció Republicana va nàixer el 1925, quan la dictadura de Primo de Rivera portava un any i mig d'existència. Els seus primers impulsors van ser el farmacèutic i catedràtic de Biologia José Giral i l'advocat i catedràtic Enrique Martí Jara. Tots dos estaven vinculats a l'Escola Nova, una institució cultural de caràcter esquerrà, i havien mantingut el 1924 correspondència amb Miguel de Unamuno. Ja al febrer d'aquest any li van anunciar a l'escriptor que volien formar una «agrupació, sense dogma, de tota o la més sana part de la política espanyola». Van començar celebrant el que es denominaven «novenes», és a dir, reunions d'un màxim de nou persones per no incórrer en el delicte de reunió il·legal instaurat per la Dictadura. A les cites en la rebotiga de Giral va incorporar Martí a Manuel Azaña, que havia abandonat el Partit Reformista després del pronunciament de Primo de Rivera. A principis de 1925, explicaven també amb el concurs de l'escriptor Ramón Pérez d'Ayala, del penalista Luis Jiménez de Asúa i del metge Teófilo Hernando.

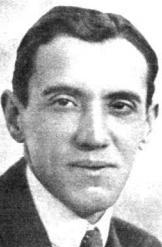
L'escriptor Ramón Pérez d'Ayala es va incorporar al Grup ja en 1925.

Al maig de 1925, el grup va fer públic el seu manifest fundacional, encara que la censura de la Dictadura va impedir que fos publicat i difós[3]. Havia estat redactat per Azaña. El text expressava «tota la ràbia del nostre esperit liberal, sotmès a la tirania, i tota l'esperança del nostre vigor d'espanyols, desitjosos de redimir-se». Feia una crida a la llibertat, que identificava nítidament amb la República. El seu propòsit semblava ser el d'unir a tots els republicans, amb independència que militessen ja o no en alguna altra organització. No obstant això, també manifestava el grup el seu desig de ser un «embrió de partit» i feia una crida a la col·laboració de les diferents organitzacions republicanes i proletàries. El text també defensava la pròpia identitat del grup, que no desitjava ser confós amb els desprestigiats partits republicans. Aspirava més aviat a tenir una autoritat de tipus moral sobre els partits existents. No era un partit polític i semblava tenir l'ambició de convertir-se en organització suprapartidaria com ho acabaria sent més tard l'Aliança Republicana. De moment, era perfectament compatible la pertinença al grup amb la militància en un partit polític[10]. No obstant això, el manifest no va aconseguir els trenta signants.
Encara que alguns situen en aquest moment la creació del Grup d'Acció Republicana, la veritat és que només se li coneixia com «el grup». A poc a poc se li comença a anomenar «grup d'acció política»; i després, amb majúscules, «Grup d'Acció Política». Cap a finals de desembre de 1925, ja se li denomina «Grup d'Acció Republicana». Durant aquest any, manca d'organització, estatuts o quotes, i el seu caràcter informal és palès[12]. De fet, la seua primera aparició pública pot ser considerada com un fracàs; el manifest va tenir pocs signataris i no va ser publicat; i el Grup d'Acció Política no va arribar a tenir cotitzants, junta directiva ni assemblea representativa. Aquesta situació es mantindria durant quatre anys. Encara que Azaña va tenir un cert protagonisme inicial —que va anar sempre recolzat per Giral i Martí— aviat va perdre l'entusiasme.

## La creació de l'Aliança Republicana
Encara que el grup era poc més que una mera tertúlia de l'Ateneu composta de professors i escriptors, va realitzar una labor clau per a la unió dels diferents corrents del republicanisme.[6] Conscients de la seua feblesa però zelosos de la seua independència, van establir contacte amb el Partit Republicà Radical d'Alejandro Lerroux. Malgrat el desprestigi dels partits tradicionals republicans, el grup els necessitava per eixir del seu aïllament. Per la seua banda, a Lerroux també li interessava el renom que podia conferir-li aquest grup d'intel·lectuals. Giral i Azaña van haver d'esforçar-se a fons per vèncer les reticències d'altres membres del col·lectiu al tracte amb els radicals.[14] Amb ajuda d'Antonio Marsá —membre del Partit Radical vinculat també a l'Escola Nova— Giral i Martí van organitzar l'11 de febrer de 1926 una celebració conjunta de l'aniversari de la proclamació de la República que va tenir gran ressò en tot Espanya i que va suposar el naixement de l'Aliança Republicana. La junta d'aquesta nova organització unitària va estar formada per Lerroux en representació del Partit Radical, el principal partit del republicanisme encara que no tingués implantació en tot el territori; Hilario Ayuso pel Partit Federal, una força política seguidora de la tradició de Pi i Margall bastant dividida; Marcelino Domingo pel Partit Republicà Català, una organització que, després d'afiliar-se fugaçment a la Internacional Comunista en 1920, havia quedat molt minvada per la violència que va assotar Barcelona entre la CNT i els Sindicats Lliures; Roberto Castrovido per la premsa republicana, un veterà periodista que havia estat diputat en diverses legislatures; i Manuel Azaña, que va ser designat en representació del Grup d'Acció Republicana.[15] Giral, Martí Jara i Marsá figuraven com a secretaris. El manifest de l'Aliança, que presentava un programa moderat, va ser signat per un bon nombre d'intel·lectuals gràcies en bona part a la labor del grup de Giral i Jara.

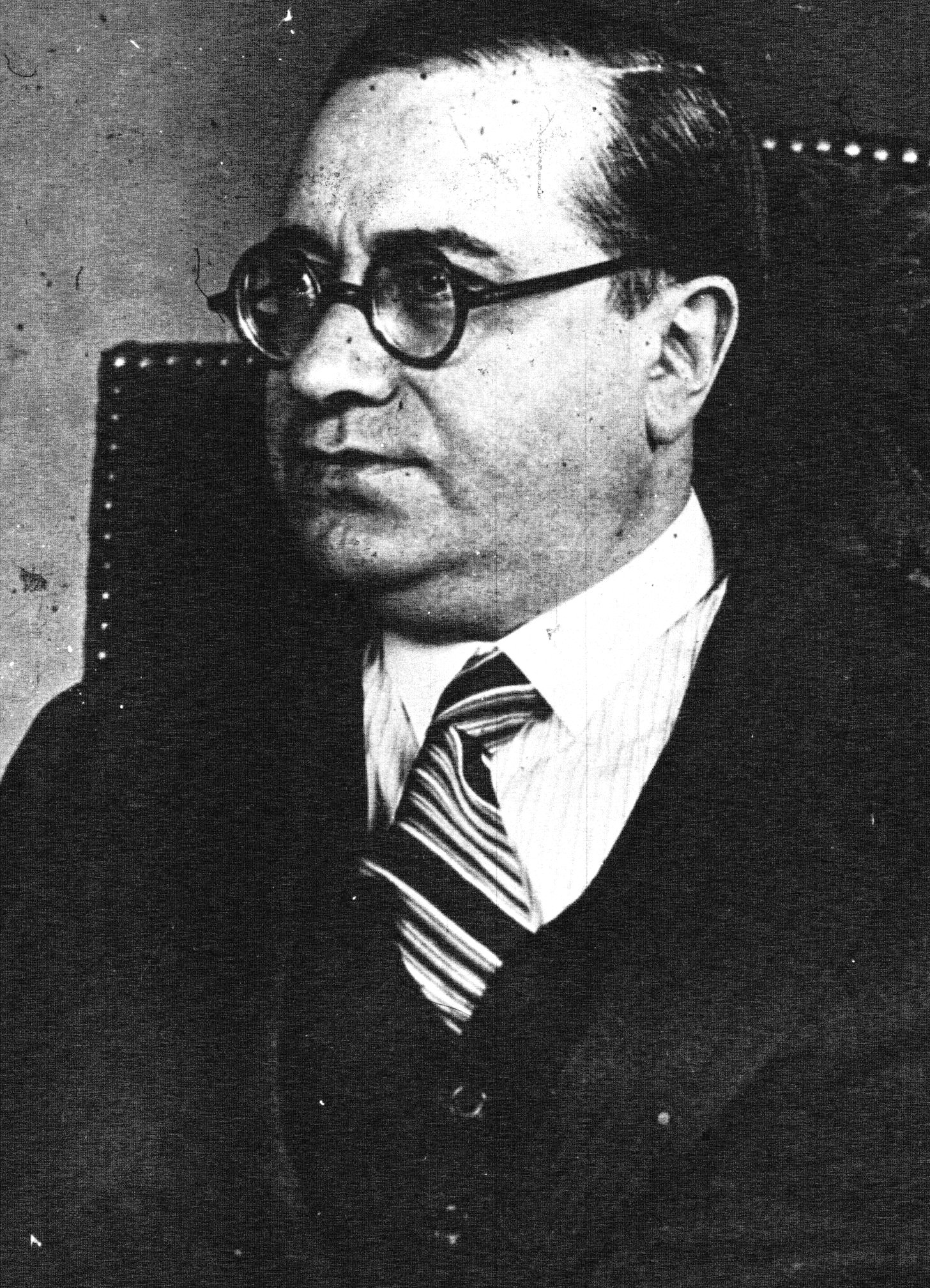
Luis Araquistáin va formar part del Grup abans de tornar a afiliar-se al PSOE.

Encara que el començament de l'Aliança va ser encoratjador i es van crear òrgans seus en nombroses províncies, sembla que la seua activitat en anys successius es va limitar gairebé a commemorar l'aniversari de la proclamació de la República. Segons diria més tard el Partit Radical, els intel·lectuals independents que es vinculaven a ella quedaven enquadrats de forma genèrica en Acció Republicana.
A través de l'Aliança Republicana, el grup va donar suport al fallit pronunciament monàrquic de 24 de juny de 1926 conegut com la Sanjuanada. Donada la feblesa del republicanisme, es va considerar convenient col·laborar amb sectors monàrquics moderats contraris a la Dictadura que comptarien amb majors suports dins de les forces armades. No obstant això, el suport de l'Aliança al fracassat pronunciament de Sánchez-Guerra en 1929 va fer que el sector més esquerrà, encapçalat per Marcelino Domingo i Álvaro de Barnús, se separés del front comú i creés el Partit Radical Socialista (PRRS) com a reacció a aquesta col·laboració amb sectors monàrquics[19] i a l'excessiu pes del Partit Radical. També la van abandonar part del Partit Federal i alguns intel·lectuals com Gregorio Marañón, Jiménez de Asúa i Pérez d'Ayala[20]. El PRRS va ser un clar competidor d'Acció Republicana en situar-se igualment a l'esquerra del Partit Radical, aconseguir un ràpid èxit organitzatiu enfront dels inconnexos grups locals de l'agrupació de Azaña, disposar de mitjans de comunicació que li recolzaven i explicar els seus líders amb major popularitat com a dirigents republicans antics.
Al desembre de 1926 es va formar la lògia masónica «Dantón», en la qual van participar Giral i Martí. Pertanyia al sector de la maçoneria més «polític» i partidari de la lluita contra la Dictadura. Altres membres del grup s'adscriurien a la maçoneria d'una o una altra forma.

## La «dictablanda»

### Revitalització
El 8 de febrer de 1930 es va celebrar per primera vegada una assemblea del grup de Madrid a la qual van assistir més de dues-centes persones. En ella, Azaña no sols va ser confirmat com a representant del grup en la Junta Nacional de l'Aliança Republicana, sinó que també va ser designat per a ocupar la nova secretaria d'Acció Republicana. S'esmenava així la impossibilitat de triar representants deguda a les circumstàncies polítiques de la Dictadura. En aquesta com en altres ocasions, i mancant un òrgan representatiu d'àmbit nacional, el grup de Madrid actuava com a tal. Tres dies després, en un banquet celebrat per a commemorar la República, Azaña va pronunciar un important discurs en el qual va perfilar els principals punts del seu programa polític futur: condemna tant del clericalisme com del militarisme, cerca d'una fórmula de concòrdia per a tots els pobles hispànics, creació d'una escola republicana i reforma social. Després de dir que calia agranar «l'infecte clericalisme d'Estat» i «la demagògia frailuna que als liberals moderats de fa un segle ja els semblava repugnant» va exposar la seua concepció de la república per la qual lluitava en una frase que encara avui continua sent objecte de diferents interpretacions entre els estudiosos de l'època:
| « | La República acollirà sens dubte a tots els espanyols; a tots els oferirà justícia i llibertat; però no serà una monarquia sense rei: haurà de ser una República republicana, pensada pels republicans, governada i dirigida segons la voluntat dels republicans. | » |

La caiguda del dictador i la seua substitució pel general Berenguer va revitalitzar l'activitat del grup, que fins llavors havia operat només dins de l'Aliança Republicana. Al març del mateix any va difondre un manifest en el qual expressava el seu objectiu d'instaurar la República i de servir per a canalitzar al republicanisme que no actuava en els partits existents. Al no ser un partit polític, el grup mancava d'una organització jerarquitzada.
| « | El Grup d'Acció Republicana funciona mitjançant un organisme central constituït a Madrid i organismes constituïts en moltes altres ciutats. No té president, ni cap. Tots els seus afiliats són iguals. Cada organisme delega en un o més dels seus membres quan s'han de tractar en comú qüestions que afecten a tot el Grup. El més urgent és intensificar la propaganda encomanada a cada organisme local, perfeccionar l'organització, crear-la on no n'hi haguera, tenir al corrent els censos, activar en la mesura del possible la comunicació d'uns organismes amb uns altres. En totes les altres qüestions d'ordre polític, fins i tot quant al problema constitucional de la República que s'instaure, el Grup no formula cap programa ni demana als seus afiliats una professió comuna, ni els destorba que propaguen els seus punts de vista personals dins o fora del Grup, mantenint-se en l'afirmació republicana. | » |

 Entre els 140 signants, tots del grup de Madrid, hi havia vint-i-set catedràtics, setze advocats, tretze metges, dotze farmacèutics, set empleats, sis escriptors, sis professors i cinc periodistes. Predominaven, doncs, els intel·lectuals i, entre ells, els de ciències sobre els de lletres. Diversos d'ells, com Azaña, pertanyien a l'Ateneu de Madrid. Set dels signants eren maçons.

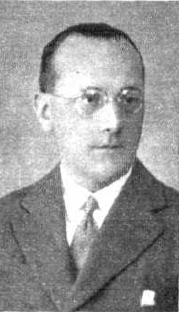
José Giral va ser un dels fundadors del Grup.

Diferent al discurs d'Azaña va ser el to del manifest del grup de Múrcia:
| « | En el Grup d'Acció Republicana de Múrcia, caben les més diverses tendències, amb la condició que totes elles perseguisquen com a objectiu comú la instauració de la República a Espanya, guardant-se entre els afiliats, de manera recíproca, el més exquisit respecte a les conviccions i sentiments de cadascun, tant en l'ordre religiós com en l'ordre social (…) Tenen cabuda tots els matisos del republicanisme, des dels d'extrema dreta fins als de major radicalisme esquerrà, sempre, naturalment, a base del manteniment de l'ordre social. Per fortuna, estan ja lluny aquells temps en què el concepte de República es confonia o es pretenia confondre amb els de llibertinatge, anarquia i desballestament de tots els òrgans del Poder i l'autoritat. | » |

Al març, l'Aliança Republicana es va declarar a favor de l'autonomia de les regions. També en aquells dies, un grup d'escriptors castellans entre els quals es trobava Azaña va viatjar a Barcelona convidat pels seus col·legues catalans. El motiu era rebre la gratitud pel suport que havien brindat a la llengua catalana durant la Dictadura. Durant la visita, Azaña va pronunciar un discurs molt del grat dels nacionalistes catalans, doncs va dir que Catalunya tenia dret a l'autogovern i que, si algun dia volgués «remar sola en el seu navili», caldria permetre-ho. Es tratava d'un clar suport a la possibilitat de secessió[27]. Durant aquesta època, Acció Republicana seguia sense ser un partit polític, sinó merament, una laxa organització política de quadres.

### Creixement i aliances
La Dictadura havia enfortit al republicanisme, però feia mancada coordinar als dispersos grups existents. Un primer avanç es va aconseguir al maig, quan l'Aliança Republicana i el Partit Radical Socialista van signar un acord pel qual creaven un comitè coordinador al que gradualment es van anar incorporant altres organitzacions. L'11 de juliol l'Aliança va iniciar negociacions amb el Partit Socialista Obrer Español (PSOE). En el grup negociador va estar novament Azaña. Poc després s'unia a l'acord la Dreta Liberal Republicana dels antics monàrquics Niceto Alcalá-Zamora i Miguel Maura. Només faltava aconseguir el concurs dels nacionalistes catalans, que desconfiaven del centralisme de Lerroux.[30] Primer Marcelino Domingo i més tard José Salmerón van ser els encarregats de bastir ponts amb ells. El resultat va ser que els partits republicans catalans van acceptar participar en una reunió a celebrar a Sant Sebastià el 17 d'agost.
Les discussions que van tenir lloc durant la reunió de l'anomenat Pacte de Sant Sebastià van ser difícils, sobretot quant al nacionalisme català. Azaña va ser una vegada més el representant del Grup d'Acció Republicana, però va arribar tard a la reunió i no va participar en els debats sobre les aspiracions nacionalistes. Finalment es va aconseguir un vague acord favorable a l'autonomia per a Catalunya, que va haver de ser estés a País Basc i Galícia. També es va crear un comitè revolucionari que va presidir Alcalá-Zamora i del que Azaña va formar part en representació del grup.

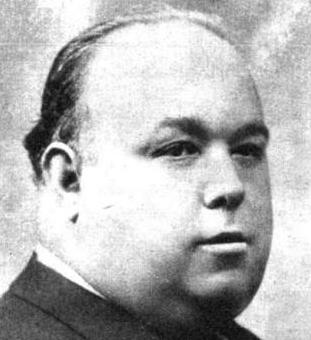
Pedro Rico va ser partidari de la participació en les eleccions i es convertiria en alcalde de Madrid.

Per aquesta època, el creixement del grup, així com el dels partits republicans, va començar a ser molt pronunciat[33]. El 28 de setembre de 1930 es va celebrar un gran míting republicà a la plaça de bous de Madrid davant més de 20 000 persones. Azaña va intervenir en nom del Grup d'Acció Republicana, encara que l'última intervenció va correspondre a Lerroux en reconeixement de la força i antiguitat del seu partit. Azaña va cridar a ser «homes, decidits a conquistar el rang de ciutadans o perir en l'obstinació»[34]. Juntament amb Alcalá-Zamora, tots dos capdavanters de l'Aliança van ser els principals oradors. L'èxit del míting va afavorir que altres polítics monàrquics es passarenn al bàndol republicà.
Aprofitant el míting, l'Aliança Republicana va celebrar l'endemà una assemblea en la qual el Partit Radical era predominant i el Grup d'Acció Republicana tenia, a tot estirar, un 10 % dels delegats. Es va discutir la possible participació en les properes eleccions[36]. Va ser presentada una proposta que cridava a l'abstenció davant els imminents comicis que pensava convocar el general Berenguer, amb l'argument que servirien per reforçar la monarquia. Enfront d'ella, Pedro Rico va tenir una decisiva intervenció en la qual va recordar que els socialistes no s'abstindrien i sostenia que l'abstenció significaria la desaparició del moviment si era permanent, i suposaria acceptar tot allò decidit pels monàrquics si era temporal. Finalment, es va decidir que els partits integrants de l'Aliança decidirien sobiranament el camí a seguir. També es va triar un consell nacional de 31 membres en el qual hi havia tretze del Grup. La comissió executiva de sis membres va ser paritària, i va comptar amb Azaña, Giral i Honorato de Castro.[36] Va ser durant aquest període quan l'Aliança va desplegar el seu major nivell propagandístic, en contrast amb l'escassa activitat de les dretes monàrquiques.

### El fracàs de la conspiració

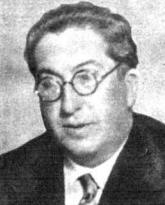
Eduardo Ortega y Gasset va abandonar el Grup abans de la proclamació de la República, en la qual va tenir participació destacada.

Les negociacions entre republicans i socialistes van ser llargues i van necessitar de diverses reunions entre Azaña i Alcalá-Zamora, d'una banda, i Julián Besteiro, Largo Caballero i Fernando dels Ríos per una altra. El 19 d'octubre es va aconseguir un definitiu acord amb els socialistes, que es van unir al comitè revolucionari i es van comprometre a donar suport al planejat pronunciament amb una vaga general. Poc després, el comitè va decidir denominar-se «govern provisional» i fer un repartiment de carteres ministerials. A Azaña li va correspondre la de Guerra,[40] una de les més importants en cas que s'arribara a implantar la república a causa del predomini monàrquic en les files de les forces armades, la participació de molts militars en la Dictadura i l'existència de conflictes interns difícils de resoldre. Sembla que va ser una de les poques carteres que van ser assignades en virtut de la presumpta capacitació tècnica del «ministre», doncs Azaña havia realitzat alguns estudis sobre la política militar de França, havia visitat els fronts durant la Gran Guerra i havia elaborat la ponència militar del Partit Reformista al seu congrés de 1918.
Eixe «govern provisional» preparava la tradicional via insurreccional. Per a això, mantenia contactes amb un comitè militar revolucionari presidit pel general Queipo de Llano per preparar el pronunciament, però no va tenir èxit en el seu intent de guanyar la col·laboració de la Confederació Nacional del Treball (CNT), que planificava la seua pròpia insurrecció. Aquesta es va desencadenar entre el 17 i el 20 de novembre, va ser un fracàs i va suposar la detenció de nombrosos militants anarcosindicalistas. Els republicans van assenyalar finalment el 15 de desembre com a dia en el qual tindria lloc el seu alçament. No obstant això, el capità Galán revoltà prematurament a la guarnició de Jaca el dia 12, rebel·lió que va anar fàcilment sufocada després de causar algunes morts i que va concloure en l'afusellament del propi Galán i del seu company García Hernández. El dia 14 van ser detinguts la major part dels membres del comitè revolucionari, els militars conspiradors no es van atrevir a actuar i els socialistes no van convocar la vaga general a Madrid.[42] No obstant això, els afusellaments de Galán i García, convertits en màrtirs, van fer molt més mal a la Monarquia que la ineficaç insurrecció.
Azaña va evitar la presó amagant-se a casa del seu sogre,[44] on va romandre aïllat diversos mesos i sense mantenir cap contacte amb els seus companys. No es coneix activitat del Grup d'Acció Republicana durant aquest temps, amb l'excepció d'una reunió del grup de Madrid celebrada el 10 de febrer de 1931 que va ratificar –a posteriori— la decisió dels republicans de no participar en les eleccions.[45] No obstant això, els membres del «Govern provisional» empresonats van continuar conspirant des de presó, doncs el moviment republicà no havia perdut suport popular. La negativa d'aquest a prendre part en el procés electoral va provocar finalment la dimissió del general Berenguer el 14 de febrer de 1931.

## La proclamació de la República

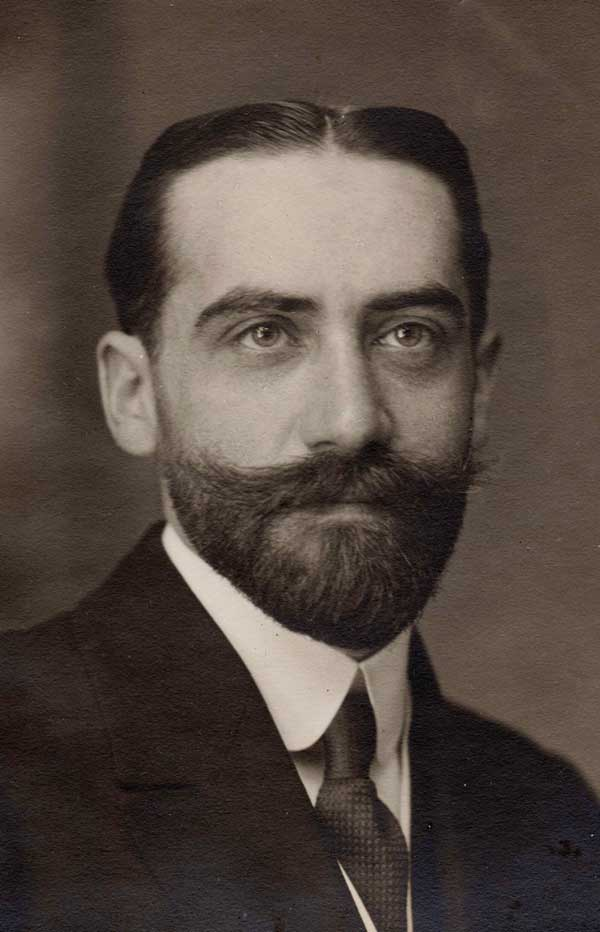
Amós Salvador va portar a AR a gran part dels membres del Partit Liberal de Logronyo.

La desesperació del règim va quedar patent en el fet que Alfons XIII intentara encarregar la formació de nou govern al liberal Santiago Alba, que havia estat objecte d'aferrissats atacs per la Dictadura. Aquest, exiliat a París, el va refusar. Llavors el monarca va oferir el càrrec a Sánchez Guerra, que havia encapçalat un pronunciament contra Primo de Rivera. El veterà polític conservador va visitar als membres del comitè republicà a la presó i els va oferir participar en el gabinet, però aquells es van negar a qualsevol col·laboració amb la Monarquia. Finalment, el rei va nomenar cap de govern a l'almirall Aznar.[47] La visita de Sánchez-Guerra al comitè empresonat va ser interpretada com a constatació de la feblesa del règim i triomf dels republicans, com el mateix Azaña va afirmar en un article publicat a Tierra el 2 d'abril.
El 23 de març de 1931, els membres del comitè empresonats van ser condemnats a una reduïda pena de sis mesos i un dia de presó i llocs en llibertat, la qual cosa encara va perjudicar més al govern monàrquic. Aznar va proposar celebrar primer unes eleccions municipals el 12 d'abril i republicans i socialistes van acceptar participar en elles.[49] El règim de Primo de Rivera havia infringit als partits Conservador i Liberal, sustentacions del règim de la Restauració durant dècades, encara que els cacics encara conservaven la seua influència en el camp.[50] D'altra banda, la caiguda de la Dictadura havia revitalitzat el republicanisme, que havia estat tradicionalment feble. El mateix dia 10 d'abril, Azaña manifestava a Solidaritat Obrera la seva confiança en què l'imminent triomf de la Conjunció Republicà-Socialista provocaria un «alçament nacional» i el seu escepticisme respecte a la possibilitat que el rei dimitira.
És difícil valorar la presència que Acció Republicana tenia dins de la coalició, doncs només es coneixen dades fragmentàries. A Madrid, tres dels trenta candidats eren de l'agrupació: Honorato de Castro, el metge Fernando Coca i l'advocat Pedro Rico. A Alacant també va ocupar tres de les vint-i-nou candidatures, que van triomfar totalment. No obstant això, no va tenir representació a València a causa que no s'havia constituït una secció local del grup. Més forta va ser la seua posició a Logronyo a causa que havia heretat gairebé tota l'organització local del Partit Liberal a causa del pas a les files del seu líder Amós Salvador. Gràcies a això va ocupar cinc dels vint llocs: el catedràtic Benigne Marroyo, l'empresari Bernabé Bergasa, i els enginyers Manuel Sánchez Herrero, Bonifacio Fernández Torralba i Amadeo Navascués. Tots ells van ser triats.
Les eleccions van donar una clara victòria a la conjunció republicano-socialista en la majoria de les grans ciutats, un triomf que no va ser compensat per la victòria dels monàrquics a les zones rurals. El Govern va acceptar el resultat com un plebiscit i no va recórrer al ús de la força. A més, el general Sanjurjo, director de la Guàrdia Civil, va dir que no podia garantir la fidelitat del cos. Davant la passivitat governamental, el comitè revolucionari va ocupar el Ministeri de la Governació i va proclamar la República sense que hi hagués cap tipus de transmissió de poders ni fora necessària violència alguna.[53] La nit del 14 d'abril, el comitè va comparèixer en la balconada transformada ara sí en autèntic govern provisional. A les 23.00 hores, Azaña va prendre possessió del Ministeri de la Guerra, confirmant en el seu càrrec al sotssecretari general Ruiz Fornells, que va ser qui va sortir a rebre'l.

## Al Govern provisional

### La reforma militar
La mateixa nit del 14 al 15 d'abril, Azaña va enviar un telegrama a totes les guarnicions comunicant que es feia càrrec del Ministeri de l'Exèrcit, nou nom del Ministeri de la Guerra. En el seu primer acte oficial com a ministre —la fi del curs de capitans de l'Escola Central de Tir— va pronunciar un discurs en el qual va afirmar que a cap militar se li preguntaria per les seues conviccions i va anunciar la intenció de reformar l'Exèrcit per convertir-lo en una arma eficaç.[55] Un decret de la Presidència del govern va derogar la Llei de Jurisdiccions de 23 de març de 1906; també es va procedir a nomenar capitans generals i comandaments al capdavant de les diferents divisions.
El Grup d'Acció Republicana només tenia un ministre, però l'actuació d'Azaña al capdavant del Ministeri de l'Exèrcit va ser una de les més destacades del Govern provisional. El nou ministre estava interessat en els temes militars des de feia anys i pretenia reformar l'Exèrcit per preparar-lo per enfrontar-se a qualsevol enemic estranger. Una de les primeres mesures va ser simbòlica: un decret de 22 d'abril de 1931 atorgava a tots els militars un termini de quatre dies per prestar jurament de lleialtat a la República o abandonar les forces armades. Encara que van ser pocs els militars que van optar pel retir, van ser més els que es van sentir ofesos per l'exigència.[57] La premsa conservadora va difondre el rumor que aquells que no prometeren fidelitat a la República serien expulsats de l'Exèrcit. En realitat, se'ls va passar a la reserva amb el sou corresponent.
De major importància va ser el decret del 25 d'abril que pretenia abordar el problema d'excés de caps i oficials que patia l'Exèrcit des de feia molt de temps i que seria conegut com la llei Azaña. La solució del ministre va ser oferir pasar a la reserva, mantenint el sou íntegre, a tots els comandaments que ho sol·licitaren. Més de vuit mil militars van optar per aquest retir. Malgrat la voluntarietat de la solució, la norma va ser polèmica. El decret deia que, al cap de trenta dies, qualsevol oficial excedent que no s'hagués acollit a la mesura voluntàriament podia perdre el seu rang sense rebre cap compensació. Encara que l'amenaça mai es va portar a la pràctica,[60] molts militars es van sentir pressionats per haver de prendre una decisió transcendent en un termini breu. D'altra banda, els republicans que desitjaven purgar les forces armades van criticar que no s'aprofitara l'ocasió per lliurar-se de comandaments desafectes a la República.
Azaña tampoc va saber guanyar-se a militars de relleu. A l'abril va transcendir que el ministre de la Governació, Miguel Maura, li havia suggerit que nomenara al general Franco alt comissari al Marroc. No obstant això, el ministre va preferir optar pel general Sanjurjo per al lloc.[62] Altres mesures polèmiques van ser la supressió del rang de tinent general[63] i la de les capitanies generals. En general, la política de Azaña era reformista i no revolucionària,[64] però la forma de dur-la a terme va ferir la sensibilitat dels militars. Fins i tot aquells que compartien l'opinió que sobrava personal se sentien incòmodes amb tan dràstica reducció de l'oficialitat. A més, el ministre tendia a deixar-se assessorar per militars que simpatitzaven amb la República en comptes de per militars de major rang i prestigi, la qual cosa molestava a la majoria de l'oficialitat. Aquest grup de col·laboradors, en el qual es trobaven els comandants Hernández Saravia i Menéndez López va ser conegut despectivament com el «gabinet negre».
El malestar en les Forces Armades es va veure accentuat per la «campanya de responsabilitats». Aquest era un tema que cuejava des d'abans de la implantació de la Dictadura, però el Govern provisional va afegir els fets succeïts durant els governs de Primo de Rivera i Berenguer. Mort el primer, el segon era la víctima propiciatòria. El 17 d'abril va ser arrestat Berenguer; el 21 ho va ser el general Mola per la seua actuació com a director general de Seguretat. Encara que no van ser molts els afectats i la campanya va ajudar a mantenir el fervor popular republicà, a la llarga es va cobrar un alt preu en crear la imatge d'una República venjativa.

### La crema de convents de maig
L'anticlericalisme dels republicans anava a provocar uns successos que serien de gran transcendència. El diumenge 10 de maig es van produir incidents amb motiu d'una reunió monàrquica. Simpatitzants republicans es van enfrontar als monàrquics i, molts d'ells, van intentar assaltar la seu del diari monàrquic ABC. La Guàrdia Civil va impedir l'atac, però van causar la mort de dos dels agressors.[67] El ministre de la Governació, Miguel Maura, va rebre informes que membres extremistes de l'Ateneu estaven distribuint llistes d'esglésies que volien cremar l'endemà. Malgrat una petició de Maura, Azaña, que era directiu de l'Ateneu, es va negar a parlar amb els radicals. El dia 11 es va produir una organitzada crema de convents a la capital. Alguns simpatitzants republicans —entre ells Cipriano Rivas Cherif, cunyat d'Azaña i membre del Grup d'Acció Republicana— van festejar el fet i el Govern provisional va romandre passiu. En realitat, en el si del Consell de Ministres va haver-hi un fort debat sobre aquest tema. Maura va proposar usar a la Guàrdia Civil per acabar amb els incendis provocats. No obstant això, Azaña va encapçalar una dura oposició a tal mesura[68] i va arribar a afirmar que tots els convents de Madrid no valien la vida d'un republicà.[70] El ministre de l'Exèrcit va amenaçar amb dimitir si les forces de l'ordre causaven un sol ferit. Després de llargues vacil·lacions, el Govern va optar per declarar l'estat de guerra[71] i traure l'exèrcit als carrers per restablir l'ordre,[68] el que va posar fi als incendis a Madrid.[71]
El dia 12, els assalts es van propagar a altres localitats com Andalusia, particularment a Màlaga. Només el dia 15 van cessar els piròmans en la seua activitat.[71] Un centenar d'edificis havien estat afectats, i en diverses poblacions, els frares i les monges havien abandonat els seus convents atemorits per l'explosió anticlerical. Les conseqüències serien molt negatives per a la imatge del nou règim. Segons paraules del president Alcalá-Zamora provocaren l'aparició de Nous anemics que no tenia. La nota de protesta que el cardenal Vidal i Barraquer va elevar al president el dia 17 anava en el mateix sentit: «fets d'aquesta índole... disminueixen la confiança que a un nombrós sector de catòlics havia inspirat l'actuació discreta del Govern en moltes de les seues primeres disposicions».
Pocs dies després, el Consell de Ministres va debatre la possibilitat d'expulsar d'Espanya a la Companyia de Jesús. Azaña, al costat dels radicals socialistes Álvaro de Albornoz i Marcelino Domingo i al socialista Fernando de los Ríos, era partidari de l'expulsió amb l'argument de no haver de fer-ho més tard pressionats per nous assalts a convents. Malgrat la seua opinió, la mesura no va ser adoptada.

## Transformació en partit

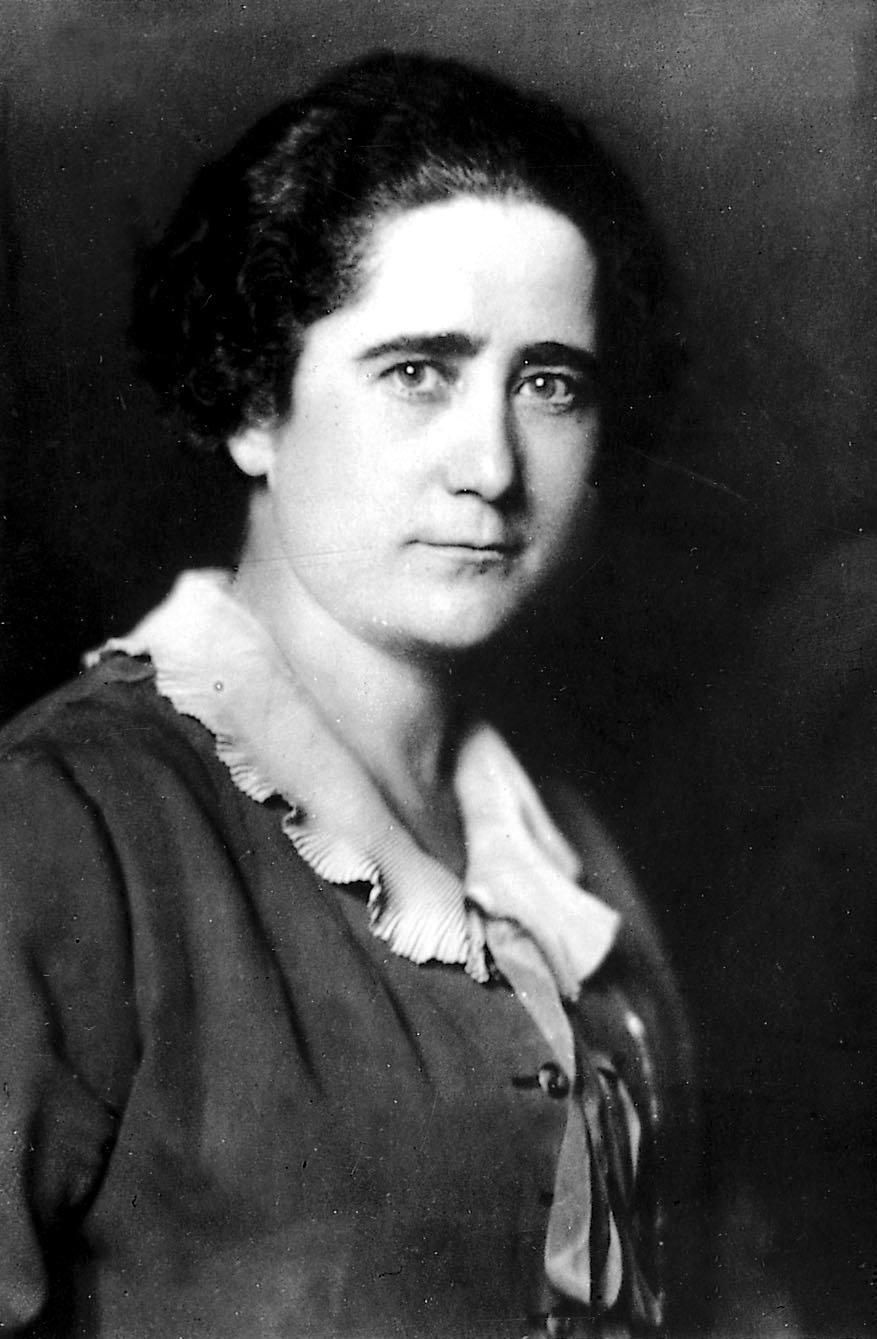
Clara Campoamor va ser l'única dona que va formar part del consell nacional del nou partit Acció Republicana.

Fins a l'arribada de la República, el Grup d'Acció Republicana s'havia limitat a ser una plataforma de recolzament del Partit Radical de Lerroux dins de l'Aliança Republicana. El trànsit a la república, que era el seu objectiu, s'havia aconseguit amb rapidesa i sense protagonisme de l'agrupació. Complert l'objectiu de canvi de règim, el grup, que rebia constantment noves adhesions, havia de decidir si es dissolia o s'organitzava com a partit polític. A favor de la primera opció estava el fet que ja existien dos partits republicans més sòlids com eren el Radical i el Radical Socialista. A favor de la segona, la clara determinació mantinguda per Azaña i Giral a favor de la independència del grup. En cas de reestructurar-se, no només havia de triar dirigents —el que suposava un canvi substancial respecte a la trajectòria anterior — sinó que havia d'optar per un programa polític i abandonar aquesta indefinició de la qual havia parlat el grup de Múrcia. Després de consultar als altres grups d'Espanya, el dia 19 de maig es va reunir el grup de Madrid sota la inicial presidència de Giral, qui la va cedir a Azaña. Els reunits van decidir que el grup havia de «constituir-se en partit amb orientació esquerrana». A aquest efecte, van triar un consell nacional provisional encarregat de preparar la primera assemblea nacional del partit.[74][75]
El consell provisional estava integrat per Azaña, Giral, Pedro Rico, José Serrano Batanero, Manuel Martínez Cingle, José Royo Gómez, Honorato de Castro, Hipólito Rodríguez Pinilla, Luis Fernández Clérigo, Luis Doporto, Clara Campoamor i Amós Salvador.
L'assemblea nacional es va celebrar els dies 26 i 27 de maig a Madrid i els seus debats van ser presidits per Azaña.[77] El nou partit Acció Republicana es definia com a partit d'esquerres i proclamava els següents objectius: la democràcia parlamentària, l'autonomia municipal, el reconeixement jurídic de les regions, el pacifisme, la reducció de l'Exèrcit, el desgravament fiscal del treball, els impostos progressius sobre la renda i el patrimoni, el laïcisme de l'Estat, la secularització dels ordes religiosos, el monopoli estatal de l'educació, el reconeixement de la funció social de la propietat, l'aprovació del divorci, l'assistència social i la reforma agrària. El programa tenia molta similitud amb el del Partit Radical Socialista, si bé ometia qualsevol referència a la igualtat de sexes i tenia menor retòrica relativa al control popular de l'aparell de l'Estat. En el nou consell nacional hi havia una dona: Clara Campoamor,[78] qui no obstant això va abandonar aviat el partit. També s'expressava la voluntat d'exigir la responsabilitat dels governs de la Monarquia i d'aquesta mateixa. Es mantenia el compromís amb l'Aliança Republicana i es reafirmava la intenció de col·laborar amb els socialistes. Per tant, es pronunciava a favor de mantenir la Conjunció Republicano-Socialista de cara a les eleccions a Corts constituents.

## Transcendència
El Grup d'Acció Republicana no va ser una força política important durant la Dictadura. El propi Azaña va dir més tard, que no va passar de ser «una tertúlia d'Ateneu, composta de professors, d'escriptors». La seua principal aportació durant aquesta època va ser servir d'aglutinant i revitalizador de la fragmentada i desprestigiada oposició republicana. A través de l'Aliança Republicana va recolzar les diferents conspiracions civicomilitars que es van maquinar contra la Dictadura, però va tenir un paper clarament subordinat enfront de polítics obertament monàrquics o «constitucionalistes» que van portar el pes de l'organització. Va ser la caiguda del dictador la que va propiciar que el Grup començara a actuar amb personalitat pròpia.[20] L'historiador Stanley G. Payne considera que va ser una agrupació dirigida per intel·lectuals i professionals més joves que els dels vells partits republicans, i que proposava una república més «radical i esquerrana» que la que propugnava el vell Partit Radical.
La proclamació de la República i l'entrada al Govern provisional va revelar a Azaña com un dels ministres més destacats. La seua reforma militar va ser molt elogiada ja al seu moment pel filòsof José Ortega y Gasset.[81] No obstant això, la resistència del ministre de l'Exèrcit al fet que el Govern combatera la crema de convents de maig va influir decisivament en la postura passiva de l'executiu i va propiciar la destrucció de patrimoni eclesiàstic. El fet acabaria tenint conseqüències desastroses per a la República, com va escriure després el llavors cap del govern Alcalá-Zamora. L'historiador Hugh Thomas valora el succés dient que «evidentment havia caigut una taca sobre l'historial de la República»,[70] mentre que el citat Payne qualifica el comportament del Govern com «espasmòdic», en no saber adoptar unes mesures prudents al principi i reaccionar després exageradament.
El Grup donaria lloc a un partit d'Acció Republicana que, encara que de petita grandària, va jugar un important paper als governs de coalició del primer bienni del nou règim[83] i va acabar sent el nucli del partit Izquierda Republicana.[84] En general Acció Republicana, ha estat considerat com un grup d'elit i'dntel·lectuals qualificats. Una de les seues principals aportacions a la política espanyola va ser la del seu líder indiscutible, Manuel Azaña, qui arribaria a presidir primer el govern i més tard la República. La seua autoritat dins de la formació política va proporcionar a aquesta una gran cohesió malgrat la diversitat ideològica interna, la qual cosa va reforçar al partit.